# Chùa Nga My
Chùa Nga My nằm ở đầu đường Hoàng Mai, phường Hoàng Văn Thụ, quận Hoàng Mai, Hà Nội. Theo bia đá trong chùa thì chùa được sửa chữa lớn vào năm Hồng Đức 28 (1497), gồm có tiền đường, nhà thiêu hương và thượng điện. Ngoài ra tấm bia còn cho biết ngôi chùa được xây dựng ngay sau khi vua Lý Công Uẩn dời đô từ Hoa Lư ra Thăng Long.

## Lịch sử
Chùa đã qua tu sửa nhiều lần và bị phá hủy (trong chiến tranh). Chùa có gác chuông 8 mái, khá đẹp, có phong cách kiến trúc thời Nguyễn.
Hệ thống tượng Phật trong chùa khá đầy đủ được tạo ra trong thế kỷ 19, có pho tượng A Di Đà với phong cách nghệ thuật thế kỷ 17-18, pho tượng Tam Thế Phật thuộc thế kỷ 19. Các tượng và đồ thờ đều có giá trị, đặc biệt trên tòa chính điện có pho tượng Bồ tát Quán Thế Âm được các nhà Mỹ thuật đánh giá cao về giá trị nghệ thuật tạc tượng thế kỷ 16,17..
Tháng 7-1998 ni trưởng Đàm Hảo, ni trưởng Đàm Kim và Phật tử trùng tu Chính điện, Đông đường, Tây đường và các công trình khác.
Tháng 2 – 2002 trùng tu Tổ đường và làm giảng đường
Hiện nay ni trưởng Thích Đàm Hảo – Ni trưởng Thích Đàm Kim trụ trì
Năm 1994, chùa được Bộ Văn hóa và thông tin xếp hạng di tích lịch sử, kiến trúc, nghệ thuật.